# Fritz Pregl
Fritz Pregl (né Friderik Pregl le 3 septembre 1869 à Laibach, duché de Carniole - 13 décembre 1930) était un chimiste autrichien. Il a obtenu le prix Lieben en 1914, puis le prix Nobel de chimie en 1923 « pour son invention de la méthode de la microanalyse des substances organiques », notamment par l'amélioration de la technique du train de combustion pour l'analyse élémentaire.